# ツイス島&シャウ島

『ツイス島&シャウ島』（ツイスとうアンドシャウとう）は、日本のロックバンド、UNICORNの16作目のオリジナル・アルバム。2021年8月18日発売。発売元はKi/oon Music。

## 解説
約2年ぶりのオリジナル・アルバムのコンセプトは"ロックンロール"である。初回生産限定盤（CD+DVD）、通常盤（CD）、完全生産限定アナログ盤が存在する。初回生産限定盤は特殊パッケージの「グルグルしようよ」仕様になっており、レコーディングドキュメントDVD「ツイス島&シャウ島&ドキュメン島」が収録されている。（全66分）

## リリース履歴
2021年8月18日リリース。初回生産限定盤（CD+DVD）、通常盤（CD）、完全生産限定アナログ盤

## 収録曲

### CD盤
| 全編曲: UNICORN。 |                                |           |            |                  |       |
| #                 | タイトル                       | 作詞      | 作曲       | ボーカル         | 時間  |
| 1.                | 「ZG」                         | 川西幸一  | 川西幸一   | 川西幸一         | 3:12  |
| 2.                | 「ミレー」                     | 奥田民生  | 奥田民生   | ABEDON           | 3:01  |
| 3.                | 「紅CAR」                      | ABEDON    | ABEDON     | 奥田民生、ABEDON | 3:16  |
| 4.                | 「スペースカーボーイズ」       | 奥田民生  | 奥田民生   | 奥田民生         | 2:54  |
| 5.                | 「西の外れの物語」             | EBI       | EBI        | EBI              | 2:34  |
| 6.                | 「Go Back Is Alright!」        | EBI       | EBI        | 手島いさむ       | 2:37  |
| 7.                | 「夢 Me Tender」               | ABEDON    | ABEDON     | ABEDON           | 3:36  |
| 8.                | 「RRQ」                        | ABEDON    | ABEDON     | ABEDON           | 4:40  |
| 9.                | 「R&R はぐれ侍」               | 川西幸一  | 川西幸一   | 川西幸一         | 3:16  |
| 10.               | 「米米米」                     | EBI       | EBI        | EBI              | 2:50  |
| 11.               | 「短歌のやつ」                 | UNICORN   | 手島いさむ | UNICORN          | 2:52  |
| 12.               | 「ロックンローラーのバラード」 | 奥田民生  | 奥田民生   | 奥田民生         | 2:44  |
| 13.               | 「ツイス島&シャウ島」          | UNICORN   | UNICORN    | ABEDON、奥田民生 | 4:07  |
| 合計時間:         | 合計時間:                      | 合計時間: | 合計時間:  | 合計時間:        | 41:39 |

## 曲解説
1. ZG
日産のフェアレディ240ZGのエンジン音を日産協力のもと収録している。
2. ミレー
7月24日、先行配信リリース。
MVはリトル・リチャード「Long Tall Sally」のオマージュである。
当初は作詞作曲を手掛けた奥田がボーカルを担当する予定であったが、フェイクやファルセットが自分より得意だという理由でボーカルをABEDONに指名した。アルバムリリースに伴うライブツアーでは序盤は生歌で披露されていたものの、ツアー途中から口パクで披露されるようになった。
3. 紅CAR
タイトルの読み方は"くれないカー"。
奥田・ABEDONの声が左右に振り分けられており、交互に流れる。
「超はえ〜！」「はやい〜！」と聴こえる部分の歌詞は「￥×S△C◎！！」と書かれており、メンバー全員で収録されている。
4. スペースカーボーイズ
8月7日、先行配信リリース。
MVにはUNICORNの所属事務所（ソニー・ミュージックアーティスツ）の後輩にあたる芸人たち（ハリウッドザコシショウ、コウメ太夫、アキラ100%、錦鯉）が自動車整備士に扮して出演している[1]。
5. 西の外れの物語
6. Go Back Is Alright!
7. 夢 Me Tender
8. RRQ
タイトルの読み方は"ロックンロールキュー"。
歌詞は早口言葉をクイズ形式にしたもの。例として1番では"隣の客はよく柿食う"に続く言葉をサビで"客だ"と連呼している。奥田はクイズじゃなくないか？と言っている。
9. R&R はぐれ侍
奥田は誕生日プレゼントに貰った尺八を最初に吹いている。
曲中頻繁になる不思議な音は浅草電子楽器製作所のondomoである。
10. 米米米
タイトルの読み方は"マイベイベイ"。
最初にEBIが持ってきた時は米米（ベイベイ）だったが、米米CLUBに配慮し奥田が米（マイ）をつけた。
11. 短歌のやつ
Aメロが"五・七・五・七・七"調のメロディで構成されているため、タイトルが「短歌のやつ」となった。全メンバーのボーカルパートが存在する。
12. ロックンローラーのバラード
13. ツイス島&シャウ島
UNICORNでは初の作詞作曲クレジットがバンド名義となった楽曲。ボーカルはAメロ、BメロをABEDON、サビを奥田が担当。ライブではメンバー全員が被り物を着用して演奏される。
50〜60年代のロックンロール調の楽曲が多い本アルバムにあって、比較的80年代以降のハードロック色の強い楽曲であり、手島は本アルバムでは最も自分らしいギターサウンドを表現できたと語っている。